# Waipapa (Northland)

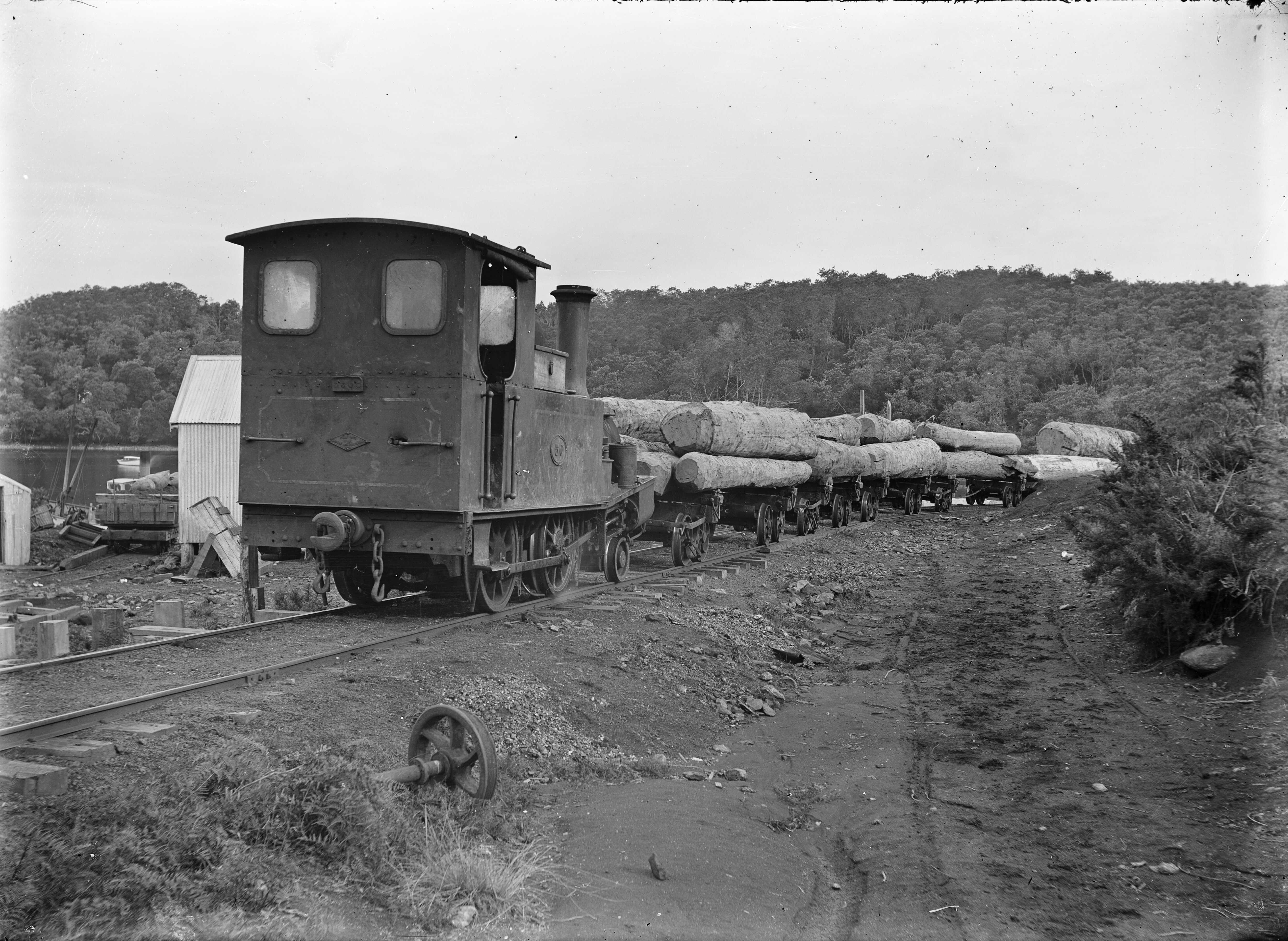
Blick auf einen Holzfällerzug der Kauri Timber Company 1919

Waipapa ist ein kleines Dorf im Far North District der Region Northland auf der Nordinsel von Neuseeland.

## Namensherkunft
Entsprechend der Sprache der Māori bedeutet der Dorfname so viel wie „Fluss am flachen Land“.

## Geographie
Das Dorf befindet sich rund 4 km nordwestlich von Kerikeri am Waipapa Stream. Durch Waipapa führt der New Zealand State Highway 10, der das Dorf rund 17 km weiter südlich bei Pakaraka an den New Zealand State Highway 1 anbindet.

## Bevölkerung
Zum Zensus des Jahres 2013 zählte das Dorf 345 Einwohner. Die ortsansässigen Māori gehören zum Iwi der Ngāpuhi.

## Sehenswürdigkeiten
- In der Nähe des Dorfes befindet sich der Stone Store, eines der ältesten erhaltenen Steingebäude Neuseelands.
- Südlich von Waipapa verläuft der Kerikeri River mit den sehenswerten Rainbow Falls.